# Сольтание
Сольтание, Солтание, Султания (перс. سلطانيه‎) — небольшой город на северо-западе Ирана, в провинции Зенджан, расположенный между центром провинции и Абхаром. Входит в состав шахрестана Абхар. На 2006 год население составляло 5 864 человека. В этом городе 22 марта 1394 года родился правитель тюркской державы Тимуридов, сын Шахруха, внук Тамерлана, известный государственный деятель и выдающийся учёный, математик, астроном, просветитель и поэт своего времени Улугбек (Мухаммед Тарагай ибн Шахрух ибн Тимур Улугбек Гураган)

## География
Город находится в восточной части Зенджана, в горной местности, на высоте 1776 метров над уровнем моря.
Сольтание расположен на расстоянии приблизительно 35 километров к юго-востоку от Зенджана, административного центра провинции и на расстоянии 235 километров к западу-северо-западу (WNW) от Тегерана, столицы страны.

## История
Город был заложен при ильхане государства Хулагуидов Аргуне (1284—1291), возобновлено строительство в 1305 году ильханом Олджейту (1304—1316). По словам Рашид ад-Дина, Аргун «основал город, [вывел] источники и проложил водопроводы. Он израсходовал громадные деньги на это место, но по причине короткой жизни [Аргун-хана] оно в его дни осталось недостроенным. Олджейту-султан в дни своего царства его достроил и положил ему имя Султанийе»
.
Сольтание стал столицей Хулагуидов вместо Тебриза.
Придворные ильхана стремились превзойти друг друга в украшении новой столицы. В частности, визирь Рашид ад-Дин построил на свои средства квартал, состоящий более чем из тысячи домов. Строительство города было завершено в 1313 году; длина окружавшей его стены должна была составить около 30 тысяч шагов, но при жизни Олджейту она не была завершена. Главными экономическими факторами расцвета Сольтание были выгодное положение на караванных маршрутах и близость летних кочёвок монголов. Население города, жившее за счёт выполнения заказов ханского двора и торговли, отличалось пестротой. Здесь селились выходцы из многих областей, говорившие на разных языках и придерживавшиеся различных религиозных взглядов.
Сольтание был узловым пунктом на индо-иранском торговом маршруте, ведшем от Гуджарата через Оманский залив к Ормузу, а затем через Керман, Йезд, Кашан и Саве к Зенджану. От Ормуза до Сольтание было 60 дней пути.
На северо-запад от Зенджана дорога вела к Тебризу, а оттуда — в Малую Азию. Европейские купцы охотно пользовались этим маршрутом, поскольку ильханы взимали с иностранцев весьма незначительные пошлины (в отличие от египетских султанов, контролировавших маршруты через Красное море) и позволяли перевозить любые товары в любом направлении.
В 1384 году Сольтание, ставший к этому времени частью государства Джалаиридов, был без труда захвачен Тимуром и вошёл в состав его империи.
Пришедший в упадок при Джалаиридах, город снова расцвёл при Тимуре и его потомках. По свидетельству испанского посла Гонсалеса де Клавихо, город был расположен в равнине и не обнесён стеной, но имел крепость из тёсаного камня с толстыми стенами и красивыми башнями. Уступая по обширности Тебризу, Сольтание имел бо́льшее торговое значение; сюда привозился шёлк из Гиляна и Шемахи, шёлковые и другие ткани и ковры из Южной Персии, индийские товары из Ормуза.
Торговля здесь была свободной для всех арабских, еврейских и христианских купцов, прибывающих из Азии, Африки и Европы.
Гонсалес де Клавихо, принятый в Сольтание сыном Тимура Миран-шахом в 1404 году, отмечает большое скопление купцов, в том числе множество генуэзцев и венецианцев, собравшихся на большую ежегодную ярмарку.
Около 1474 года город посетил Афанасий Никитин, упомянувший его в своих путевых записках «Хожение за три моря» под названием «Сольтанио».
После Тимура город стал приходить в упадок и к концу XVI века утратил своё былое великолепие. В XVII веке в нём было около 6000 жителей; в XIX веке — около 300 семейств. Фетх Али-шах (1797—1834) построил здесь летний дворец и цитадель, планируя восстановление города под названием Султанабад, но после русско-персидской войны 1826—1828 годов этот план был оставлен.

### Архиепископство Сольтание
Начиная со второй половины XIII века Ближний Восток был сферой миссионерской деятельности орденов католической церкви — францисканцев и доминиканцев. С конца века на землях государства Хулагуидов и сопредельных территориях существовал францисканский викариат Восточной Татарии с центром в Тебризе. Буллой Redemptor noster (от 1 апреля 1318 года) папа Иоанн XXII утверждал на месте этого викариата архиепископство с центром в Сольтание и передавал его в руки доминиканцев. Кроме владений Хулагуидов к нему были причислены Чагатайский улус, Индия и Эфиопия. Первым архиепископом Сольтание был назначен Франко из Перуджи. Спустя месяц Франко были приданы шесть суффраганных (подчинённых) епископов, в том числе его будущий преемник Гийом Адам, путешественник и автор проекта крестового похода.
Между 1320 и 1329 годом были основаны епархии в Мераге, Тебризе и Тифлисе, в 1350 — в Нахичеване, который спустя столетие стал местом резиденции архиепископа в связи с упадком Сольтание.
Другими центрами епархий в своё время стали Измир, Сивас, Самарканд. Иоанн III, восьмой архиепископ, получивший посвящение в 1398 году, проявил себя также как дипломат, выполнявший поручения Тимура при дворах европейских королей.

## Архитектура
Ещё при жизни Олджейту зодчим Али-Шахом из Тебриза в Сольтание был построен мавзолей ильхана. Здание находилось внутри крепости, периметр которой составлял примерно 2000 шагов. Постройки сильно пострадали при землетрясении в начале XIX века.
Мавзолей Олджейту — выдающийся памятник средне-иранского зодчества. Это восьмигранное трёхъярусное здание 52 метров высотой, с двумя галереями в стенах (нижняя открыта внутрь, верхняя — наружу). Увенчан высоким заострённым куполом с двойной оболочкой (диаметр 24,5 м, высота 20 м). Купол был окружён восемью стройными башнями наподобие минаретов. Это самый ранний в Иране пример двухслойного купола, а также один из крупнейших в мире куполов, построенных из кирпича. Мавзолей декорирован бирюзовыми изразцами, поливными плитками, резными стуком и терракотой. Строительство было в основном завершено к 1309 году, когда Олджейту, ставший незадолго до этого шиитом, решил перенести в мавзолей мощи шиитских святых. В связи с этим узор на стенах было включено имя Али. Позднее ильхан отказался от своей идей, и декор был изменён
.
Мавзолей Олджейту послужил образцом для гробницы Тимура Гур Эмир в Самарканде
,
а некоторыми исследователями в связи с неординарностью украшений интерьера характеризуется как «предвосхищение Тадж-Махала»
.
В Сольтание находятся ещё два восьмигранных мавзолея: Челеби Оглу (построен около 1330 г.) и Мавлана Хасана Каши (1565, перестроен в первой половине XIX в.)
.

В июле 2005 года Международный комитет всемирного наследия ЮНЕСКО внёс Сольтание в список объектов всемирного наследия .